# 桜色プロミス/風のミラージュ
『桜色プロミス/風のミラージュ』（さくらいろプロミス / かぜのミラージュ）は、日本の女性アイドルグループ・さんみゅ〜の10枚目のシングル。2017年3月15日にポニーキャニオンから発売される。

## 楽曲
さんみゅ〜の原点「純白アイドル」を改めて突き詰めた、80年代正統派王道アイドルと現代アイドルの架け橋となる楽曲。「桜色プロミス」は出会い別れの季節である春の中で、大切な人のそばにずっとにいたいという気持ちが歌詞に綴られた楽曲。衣装も桜色をスカートにあしらい、「指切り」を振り付けに取り入れている。

## パフォーマンス、プロモーション
2016年1月17日、デビュー3周年記念ライブにて「風のミラージュ」を初披露。
同年12月27日、AKIBAカルチャーズ劇場での長谷川怜華卒業公演にて「風のミラージュ」と新曲を加えたシングルの発売が発表される。
2017年1月21日、ラゾーナ川崎におけるリリースイベントにおいて、10thシングル表題曲のタイトル「桜色プロミス」が発表。
2月12日、4周年記念ワンマンライブにて「桜色プロミス」「VOICE」の初披露。

## シングル収録内容
| #  | タイトル                         | 作詞                | 作曲                | 編曲                |
| -- | -------------------------------- | ------------------- | ------------------- | ------------------- |
| 1. | 「桜色プロミス」                 | Akira Sunset APAZZI | Akira Sunset APAZZI | Akira Sunset APAZZI |
| 2. | 「風のミラージュ」               | Makoto Kagawa       | 村井大              | 大隅知宇            |
| 3. | 「桜色プロミス」(Instrumental)   |                     |                     |                     |
| 4. | 「風のミラージュ」(Instrumental) |                     |                     |                     |

| #  | タイトル                         | 作詞   | 作曲・編曲 |
| -- | -------------------------------- | ------ | ---------- |
| 1. | 「桜色プロミス」                 |        |            |
| 2. | 「風のミラージュ」               |        |            |
| 3. | 「VOICE」                        | Satomi | 本田光史郎 |
| 4. | 「桜色プロミス」(Instrumental)   |        |            |
| 5. | 「風のミラージュ」(Instrumental) |        |            |
| 6. | 「VOICE」(Instrumental)          |        |            |

| #  | タイトル           | 作詞 | 作曲・編曲 |
| -- | ------------------ | ---- | ---------- |
| 1. | 「桜色プロミス」   |      |            |
| 2. | 「風のミラージュ」 |      |            |

## リリース日一覧
| 地域 | リリース日    | レーベル         | 規格                   | カタログ番号                |
| ---- | ------------- | ---------------- | ---------------------- | --------------------------- |
| 日本 | 2017年3月15日 | ポニーキャニオン | デジタル・ダウンロード |                             |
| 日本 | 2017年3月15日 | ポニーキャニオン | マキシシングル+DVD     | PCCA-04494（限定盤/TYPE-A） |
| 日本 | 2017年3月15日 | ポニーキャニオン | マキシシングル         | PCCA-04495（限定盤/TYPE-B） |
| 日本 | 2017年3月15日 | ポニーキャニオン | マキシシングル         | PCCA-70499（通常版/TYPE-C） |